# ترومای تاریخی
ترومای تاریخی (انگلیسی: Historical trauma) همان‌طور که توسط روان درمانگران، مددکاران اجتماعی، مورخان و روان‌شناسان استفاده می‌شود، به آسیب عاطفی یک فرد یا نسل ناشی از یک تجربه یا رویداد آسیب‌زا اشاره دارد. «پاسخ تاریخی به تروما» به تجلی احساسات و اعمالی اشاره دارد که از این آسیب درک شده ناشی می‌شود.
به گفته طرفداران آن، «پاسخ تاریخی به تروما» به روش‌های مختلفی به نمایش گذاشته می‌شود، که برجسته‌ترین آن از طریق سوء مصرف مواد مخدر است که به عنوان وسیله‌ای برای تلاش برای بی‌حس کردن درد استفاده می‌شود. این مدل به دنبال استفاده از آن برای توضیح سایر رفتارهای خود تخریبی مانند افکار و حرکات خودکشی، افسردگی، اضطراب، عزت نفس پایین، خشم، خشونت و مشکل در تشخیص و بیان احساسات است. بسیاری از مورخان و محققان بر این باورند که تظاهرات خشونت و پرخاشگری در جوامع خاص به‌طور مستقیم با غم و اندوه حل نشده‌ای که همراه با آسیب‌های مداوم است مرتبط است.